# شینیا تومیتا
شینیا تومیتا (انگلیسی: Shinya Tomita؛ زادهٔ ۸ مهٔ ۱۹۸۰) بازیکن فوتبال اهل ژاپن است.